# Кандидат университета
Кандида́т университе́та (кратко, кандида́т) — учёная степень в Российской империи, введённая в 1803 году и отменённая в 1884 году.  
Являлась низшей в триаде учёных степеней царской России «кандидат — магистр — доктор». В период существования четвёртой степени — «действительный студент» (1819—1835) занимала место между ней и степенью магистра. 

## Общие сведения
Степень кандидата присваивалась в 1803—1884 годах в Российской империи лицам, окончившим с отличием курс университета или приравненного к нему другого высшего учебного заведения (лицей, академия) и представившим письменную работу на избранную ими тему. Лица, окончившие университет без отличия, либо не получали степени, либо (с 1819 по 1835 год) получали учреждённую тогда низшую академическую степень действительного студента; они могли претендовать на степень кандидата не ранее чем через год при условии сдачи ряда экзаменов. 
Термин кандидат употреблялся в сочетании с названием учебного заведения (кандидат Казанского университета, кандидат Московской духовной академии) или отрасли знаний (кандидат словесности, кандидат прав и т. п.). Лица, отлично окончившие курс в коммерческих училищах в Санкт-Петербурге и Харькове, получали степень кандидата коммерции.

## Значение степени
При поступлении на государственную службу степень кандидата университета давала её обладателю право на чин 12-го класса по Табели о рангах (с 1822 года — 10-го класса, т.е. коллежского секретаря).

## Порядок присвоения
По Уставу 1804 года претендент на звание кандидата по профильному факультету должен был сдать специальный письменный и устный экзамен по всем наукам этого факультета и особенно по «главной науке, в которой студент упражнялся». Такому экзамену подвергались не все выпускники, а лишь те, кто заявлял о желании получить кандидатскую степень.
Порядок испытаний на степень кандидата в комиссиях при факультете был представлен в Положении об учёных степенях 1819 года. Для получения степени было необходимо набрать в сумме не менее определённого числа баллов. От кандидата требовались не только энциклопедичность знаний, но и специальные знания в одной избранной науке, также ему предписывалось подготовить краткое рассуждение на одну из заданных экзаменаторами тем.
В 1844 году было введено требование, по которому соискатель степени кандидата должен был написать сочинение на тему по выбору из числа главных предметов факультета.
С 1864 года помимо сочинения претендент на звание кандидата должен был представить диссертацию не позднее чем через 6 месяцев после сдачи экзаменов по главному предмету. Диссертация рецензировалась преподавателем факультета, отзыв которого был определяющим при решении вопроса о присуждении степени.

## Упразднение
Степень кандидата была отменена в большинстве университетов с принятием Общего университетского устава 1884 года (вместо неё стал выдаваться диплом 1-й степени), однако осталась в высших учебных заведениях, не подпадавших под действие этого устава: Варшавский и Юрьевский (Тартуский) университеты, Демидовский лицей, а также духовные академии.
Окончательно степень кандидата университета была упразднена декретом СНК РСФСР в 1918 году вместе с остальными учёными степенями и связанными с ними правами.
По иерархии, дореволюционная степень кандидата сопоставима с нынешней квалификацией краснодипломника-магистра в РФ (а дореволюционному магистру, наоборот, соответствует современная учёная степень кандидата наук).